# Шаги
Шаги (словац. Šahy) — місто, громада округу Левіце, Нітранський край. Кадастрова площа громади — 42.73 км². Протікають річки Олвар і Каменець.
Населення 7219 осіб (станом на 31 грудня 2018 року).

## Історія
Шаги згадуються 1237 року.

## Населення
| Рік:            | 1994. | 2004.   | 2014.   | 2024.   |
| --------------- | ----- | ------- | ------- | ------- |
| Кількість осіб: | 8526  | 7971    | 7516    | 6919    |
| Різниця:        |       | -6,50 % | -5,70 % | -7,94 % |

| Рік:            | 2023. | 2024.   |
| --------------- | ----- | ------- |
| Кількість осіб: | 6992  | 6919    |
| Різниця:        |       | -1,04 % |